# Filibot

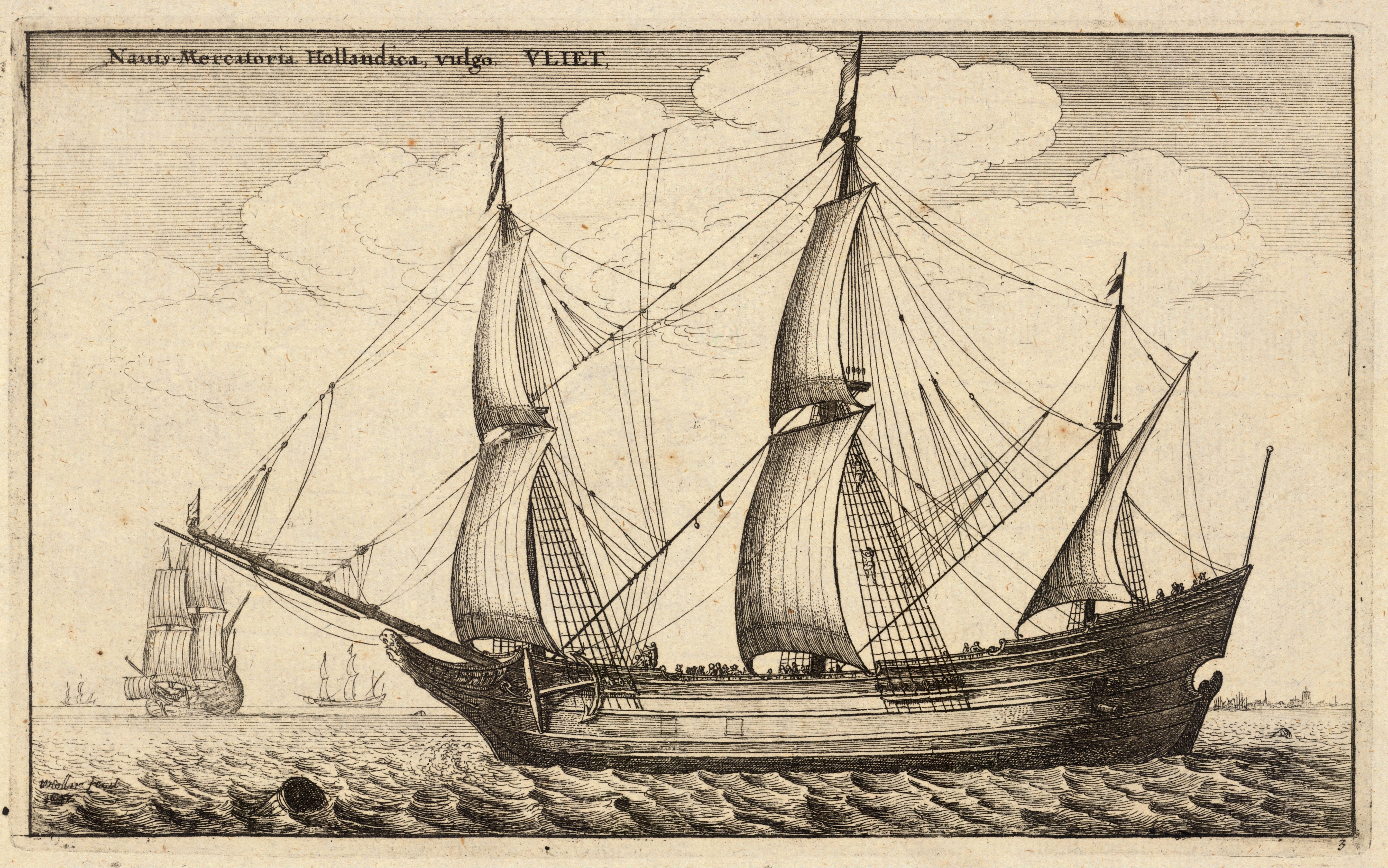
Filibot. Gravat de Václav Hollar

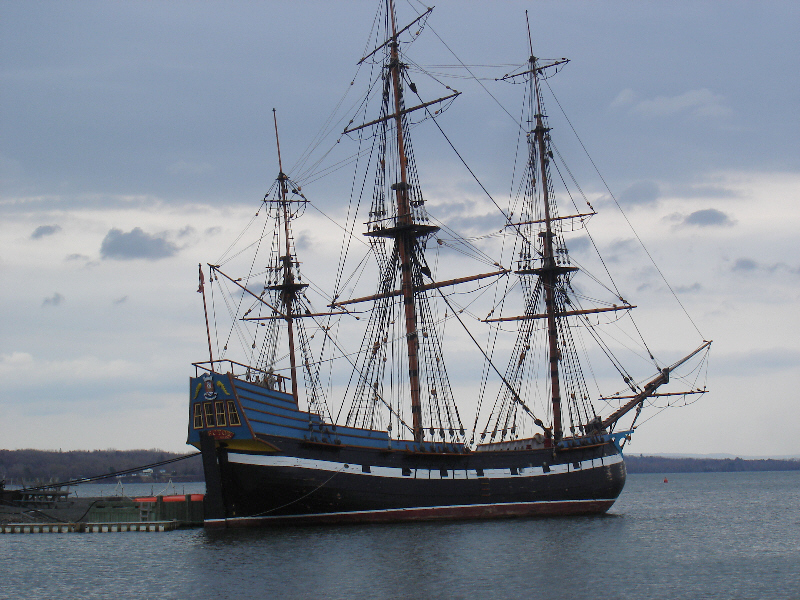
Hector. Rèplica moderna d'un filibot.

Entre altres vaixells particulars un filibot era un vaixell de càrrega neerlandès molt utilitzat des del segle xvi.

## Història
El filibot (“fluijt” en neerlandès antic, es dir: flauta) fou un vaixell mercant ideat a les drassanes de Hoorn a mitjans del segle xvi. El seu disseny es basava en la capacitat de càrrega, un calat reduït, la possibilitat de tripulacions reduïdes i uns costos de producció molt baixos (comparats amb altres vaixells del període).
Aprofitant la independència política, des de 1581 els holandesos pogueren oblidar les restriccions imperants a la península ibèrica i practicar una construcció naval adequada a les seves necessitats. En aquest sentit les comparacions amb Catalunya són susceptibles de mostrar conclusions interessants. L'any 1670 la marina mercant holandesa constava d'unes 568.000 tones, gairebé la meïtat de la capacitat naval europea. La majoria d'aquells vaixells eren filibots al servei de la Companyia Neerlandesa de les Índies Orientals.

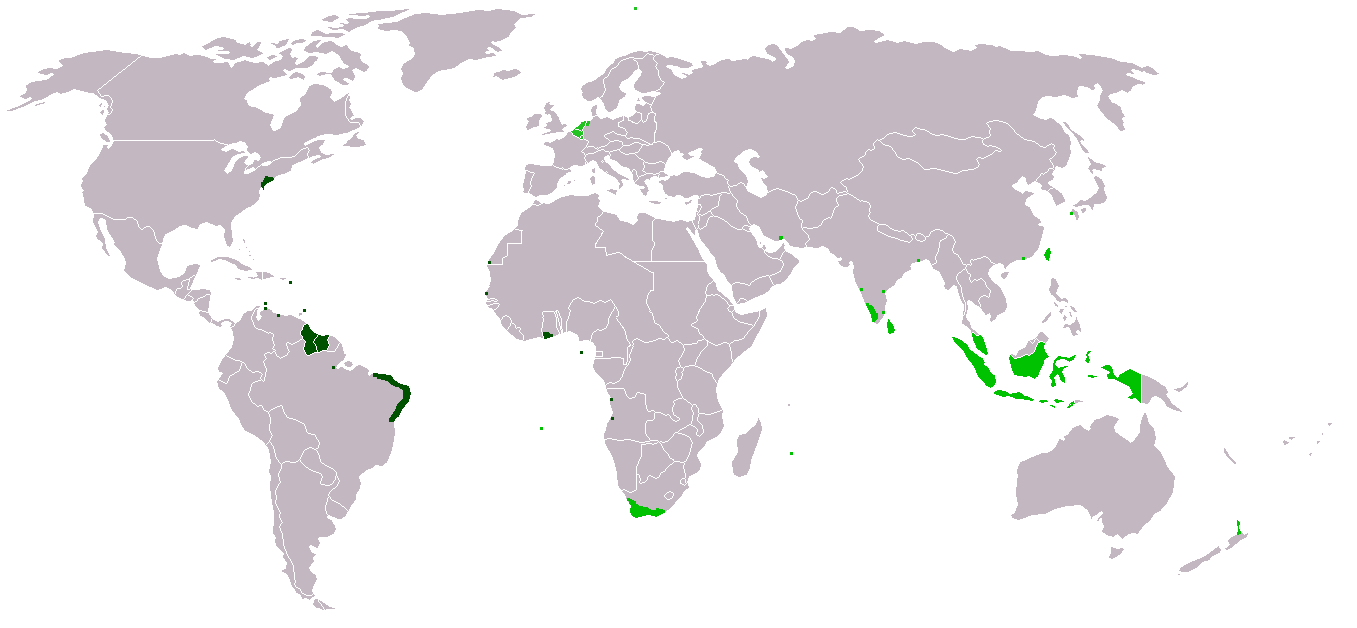
Possessions holandeses, amb les possessions de la Companyia holandesa de les Índies Orientals en color verd pàl·lid, a l'oceà Índic més Santa Helena al mig de l'Atlàntic.

## Característiques

### Desplaçament
La capacitat de càrrega variava entre 200 i 600 tones però la majoria de filibots carregaven entre 300 i 400 tones. L'eslora variava entre 30 i 43 metres.

### Buc
De construcció sòlida i costellam reforçat. Les peces estructurals (quilla, sobrequilla, quadernes, baus, roda, codast…) eren de fusta dura. El folre acostumava a ser de fusta de pi. Fins a 1669, per un problema de taxes a l'estret d' Oresund, la forma de la secció transversal era semblant a una pera. Amb fons pla, línia de flotació panxuda i coberta estreta. Quan el criteri de la taxa indicada va canviar la secció dels filibots esdevingué més quadrada, amb una coberta més ampla.

### Aparell
Els filibots més petits podien arborar dos pals i bauprès. La majoria equipaven tres pals (trinquet, mestre i mitjana) i bauprès. L'aparell era caire (rodó) amb veles quadres als pals trinquet i mestre. La vela de mitjana era llatina. També hissaven flocs i veles d'estai.
- La superfície vèlica era important, amb pals molt alts.
- L'eixàrcia mòbil estava dissenyada per a facilitar la maniobra a tripulacions reduïdes, amb politges i ternals abundants i ben disposats.

### Detalls constructius
Els filibots holandesos empraven unions amb clavilles de fusta estalviant el cost de la clavaó de ferro usades arreu.

## Documents

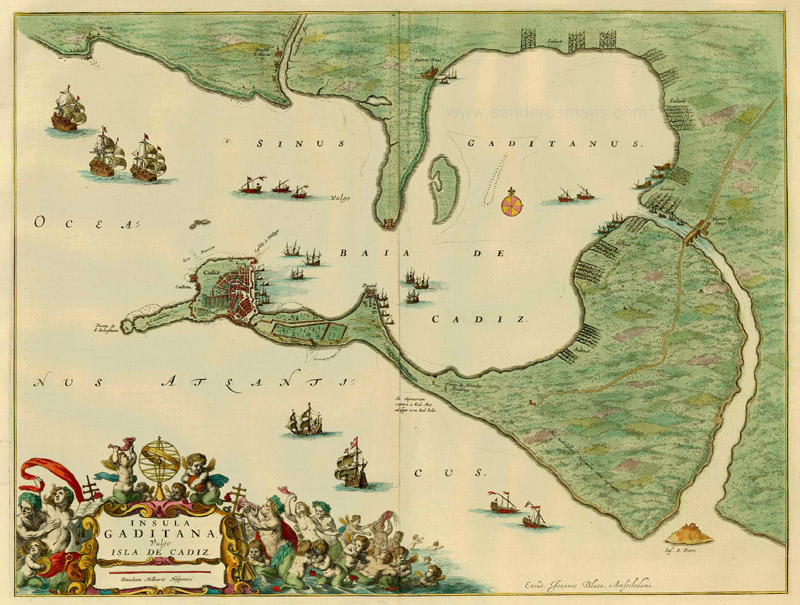
Mapa de la badia de Cádiz. Segle XVII.

- 1590. Un navili i un filibot (anomenat Grol) amb ambaixadors holandesos arriben al Japó.[3]
- 1591. Carta del duc de Medina Sidonia al rei informant de la sortida de quatre filibots amb 500 soldats cap a Puerto de Dios i l'Havana.[4]
- 1593. Batalla de 15 “filipotes” contra 83 vaixells prop de Bordeus.[5]
- 1596. Carta d'Alonso de Velasco al rei informant de l'estol anglès (format per 150 veles: 50 vaixells grossos i la resta “filibotes”, “charruas” i “pataches”) que va ocupar i saquejar Cadis.[6]
- 1596. Descripció de la presa de Cadis pels anglesos i de la batalla naval prèvia. Galions encallats i filibots anglesos que calaven quatre peus.[7]
- 1599. Llei signada a Barcelona per Felip III autoritzant “urcas” i “filibotes” per a navegar en conserva de les flotes oficials cap a la “Isla Española”.[8]
- 1600. Narració del fracàs d'una expedició de corsaris flamencs contra el Perú. Es parla d'un filibot de 100 tones.[9]
- 1637. Captura d'una “flauta” (filibot) de 250 tones carregada de sal de França. I una segona “flauta” de 260 tones carregada de taulons de fusta de pi.[10]
- 1638. Relació de captures de diversos vaixells amb detalls de la càrrega. Entre altres de dues “flautas” i un “filipote”.[11]
  - Aparentment hi havia diferència entre "flauta" i "filipote".